# تشيس موريسون
تشيس موريسون (بالإنجليزية: Chase Morison)‏ هو لاعب اتحاد الرغبي جنوب أفريقي، ولد في 7 نوفمبر 1992 في جرميستون في جنوب أفريقيا.